# Катха-упанішада
Катха-упанішада або Катхопанішада (санскр. कठ उपनिषद्, Kaṭhopaniṣad IAST), також «Катхака»(Kāṭhaka IAST) — ведичний текст санскритом, одна з одинадцяти упанішада канону мукха, до якого належать найстародавніші упанішади, прокоментовані Шанкаром. «Катха-упанішада» пов'язується з Шакхою Чара-Катха Крішна Яджур-веди і в каноні муктіка з 108 основних Упанішад стоїть на третьому місці.
У деяких текстах «Катха-упанішади» простежується вплив буддійських ідей, через що вчені датують її періодом після V століття до н. е.   Також відзначають велику подібність деяких текстів з «Бгаґавад-Ґітою». «Катха-упанішада» складається з шести частин або двох розділів по три частини в кожному. У цій упанішаді представлена дуалістична філософія, на відміну від інших, моністичних упанішад. 
«Катха-упанішада» мабуть є найвідомішою упанішадою. Це була перша упанішада, що потрапила в Європу (в перському перекладі). Макс Мюллер переклав її англійською мовою у 1879 році, а Едвін Арнольд зробив її поетичний переклад «The Secret of Death» («Секрет смерті»). Ральф Волдо Емерсон приділив велику увагу «Катха-упанішаді» у своєму есе «Immortality» («Безсмертя»). Центральним моментом «Катха-упанішади» є зустріч Начікети, сина мудреця Ваджашраваси, з індуїстським богом смерті Ямою.
Українською Катха-упанішаду переклав Павло Ріттер.